# Leptocometes volxemi
Leptocometes volxemi là một loài bọ cánh cứng trong họ Cerambycidae.